# Chronologie du métro de Paris
Pour un article plus général, voir Histoire du métro de Paris.

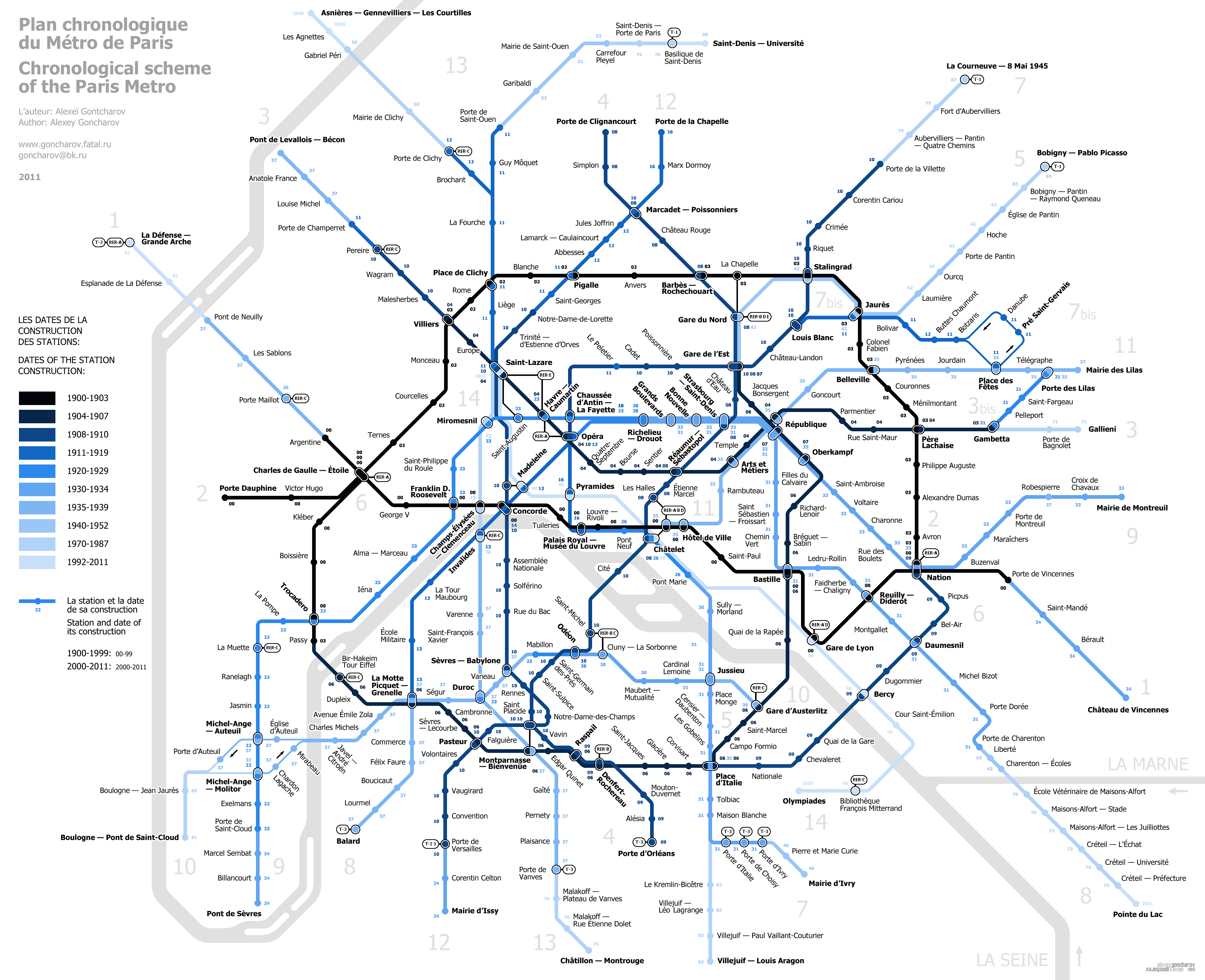
Plan chronologique du métro de Paris entre 1900 et 2011.

La chronologie du métro de Paris est une liste des principaux événements de l'histoire de ce métro.

## Avant 1900
| Date           | Ligne | Évènement                                                                                  |
| -------------- | ----- | ------------------------------------------------------------------------------------------ |
| 20 avril 1896  |       | Le conseil municipal de Paris adopte le projet de réseau de Fulgence Bienvenüe             |
| 30 mars 1898   |       | Déclaration d'utilité publique des six premières lignes du « chemin de fer métropolitain » |
| 4 octobre 1898 | (1)   | Lancement des travaux de la ligne 1                                                        |

## Années 1900
| Date               | Ligne | Évènement |
| ------------------ | ----- | --- |
| 19 juillet 1900    | (1)   | Ouverture entre Porte Maillot et Porte de Vincennes, à l'exception des stations Obligado, Étoile, Alma, Concorde, Louvre, Châtelet, Saint-Paul et Reuilly |
| 6 août 1900        | (1)   | Ouverture des stations Châtelet et Saint-Paul |
| 13 août 1900       | (1)   | Ouverture des stations Alma et Concorde |
| 20 août 1900       | (1)   | Ouverture des stations Louvre et Reuilly |
| 1er septembre 1900 | (1)   | Ouverture des stations Obligado et Étoile |
| 2 octobre 1900     | 2S    | Ouverture entre Étoile et Trocadéro |
| 13 décembre 1900   | 2N    | Ouverture entre Étoile et Porte Dauphine |
| 7 octobre 1902     | 2N    | Prolongement de Étoile à Anvers, à l'exception des stations Villiers, Rome, Place de Clichy et Blanche                                                    |
| 21 octobre 1902    | 2N    | Ouverture de la station Blanche |
| 26 octobre 1902    | 2N    | Ouverture de la station Place de Clichy |
| 6 novembre 1902    | 2N    | Ouverture de la station Rome |
| 27 janvier 1903    | 2N    | Ouverture de la station Villiers |
| 31 janvier 1903    | 2N    | Prolongement d'Anvers à Bagnolet, à l'exception des stations Boulevard Barbès, Rue d'Allemagne et Père Lachaise                                           |
| 23 février 1903    | 2N    | Ouverture de la station Rue d'Allemagne |
| 25 février 1903    | 2N    | Ouverture de la station Père Lachaise |
| 26 mars 1903       | 2N    | Ouverture de la station Boulevard Barbès |
| 2 avril 1903       | 2N    | Prolongement de Bagnolet à Nation |
| 6 novembre 1903    | 2S    | Prolongement de Trocadéro à Passy |
| 19 octobre 1904    | (3)   | Ouverture entre Villiers et Père Lachaise, à l'exception des stations Quatre-Septembre, Sentier et Rue Saint-Denis                                        |
| 3 novembre 1904    | (3)   | Ouverture de la station Quatre-Septembre |
| 19 novembre 1904   | (3)   | Ouverture de la station Rue Saint-Denis |
| 20 novembre 1904   | (3)   | Ouverture de la station Sentier |
| 25 janvier 1905    | (3)   | Prolongement de Père Lachaise à Gambetta |
| 24 avril 1906      | 2S    | Prolongement de Passy à Place d'Italie à l'exception de la station Saint-Jacques                                                                          |
| 28 mai 1906        | 2S    | Ouverture de la station Saint-Jacques |
| 2 juin 1906        | (5)   | Ouverture entre Place d'Italie et Gare d'Orléans |
| 13 juillet 1906    | (5)   | Prolongement de Gare d'Orléans à Gare de Lyon, avec transbordement à Mazas, qui reste fermée                                                              |
| 1er août 1906      | (5)   | Le transbordement à Mazas est supprimé, les trains rebroussent pour aller directement à Gare de Lyon                                                      |
| 17 décembre 1906   | (5)   | Prolongement de Mazas à Lancry, à l'exception des stations Bréguet - Sabin et Oberkampf (plus de desserte de Gare de Lyon)                                |
| 31 décembre 1906   | (5)   | Ouverture de la station Bréguet - Sabin |
| 15 janvier 1907    | (5)   | Ouverture de la station Oberkampf |
| 14 octobre 1907    | 2N /  | La ligne 2N devient la ligne 2 |
| 14 octobre 1907    | 2S /  | Fusion des lignes 2S et 5 en ligne 5 Étoile - Lancry |
| 15 octobre 1907    | (2)   | Boulevard Barbès est renommée Barbès - Rochechouart |
| 15 octobre 1907    | (3)   | Rue Saint-Denis est renommée Réaumur - Sébastopol |
| 15 octobre 1907    | (5)   | Mazas ouvre sous le nom de Pont d'Austerlitz, Avenue de Suffren est renommée Rue de Sèvres                                                                |
| 15 novembre 1907   | (5)   | Prolongement de Lancry à Gare du Nord |
| 21 avril 1908      | (4)   | Ouverture entre Porte de Clignancourt et Châtelet, à l'exception des stations Simplon, Boulevard Saint-Denis et Les Halles                                |
| 27 avril 1908      | (4)   | Ouverture de la station Les Halles |
| 5 mai 1908         | (4)   | Ouverture de la station Boulevard Saint-Denis |
| 14 mai 1908        | (4)   | Ouverture de la station Simplon |
| 1er mars 1909      | (6)   | Ouverture entre Place d'Italie et Nation |
| 30 octobre 1909    | (4)   | Ouverture entre Raspail et Porte d'Orléans |

## Années 1910
| Date              | Ligne     | Évènement |
| ----------------- | --------- | --- |
| 9 janvier 1910    | (4)       | Jonction entre Châtelet et Raspail, à l'exception de Cité, Saint-Michel et Montparnasse                                   |
| 11 mars 1910      | (5)       | Montparnasse est renommée en Avenue du Maine                                                                              |
| 6 avril 1910      | (4)       | Ouverture de la station Montparnasse                                                                                      |
| 23 mai 1910       | (3)       | Prolongement de Villiers à Pereire                                                                                        |
| 9 juillet 1910    | (4)       | Ouverture de la station Saint-Michel                                                                                      |
| 5 novembre 1910   | (7)       | Ouverture de Porte de la Villette à Opéra, à l'exception des stations Pont de Flandre, Riquet, Le Peletier et Louis Blanc |
| 5 novembre 1910   | A         | Ouverture entre Notre-Dame-de-Lorette et Porte de Versailles                                                              |
| 6 novembre 1910   | (7)       | Ouverture de la station Riquet                                                                                            |
| 11 novembre 1910  | (7)       | Ouverture de la station Pont de Flandre                                                                                   |
| 23 novembre 1910  | (7)       | Ouverture de la station Louis Blanc                                                                                       |
| 10 décembre 1910  | (4)       | Ouverture de la station Cité                                                                                              |
| 18 janvier 1911   | (7)       | Ouverture de la branche Louis Blanc - Pré-Saint-Gervais, à l'exception des stations Buttes Chaumont et Place des Fêtes    |
| 15 février 1911   | (3)       | Prolongement de Pereire à Porte de Champerret                                                                             |
| 26 février 1911   | B         | Ouverture de la première branche Saint-Lazare - Porte de Saint-Ouen                                                       |
| 8 avril 1911      | A         | Prolongement de Notre-Dame-de-Lorette à Pigalle                                                                           |
| 6 juin 1911       | (7)       | Ouverture de la station Le Peletier                                                                                       |
| 1912              | B         | Marcadet est renommée Marcadet - Balagny                                                                                  |
| 20 janvier 1912   | B         | Ouverture de la deuxième branche La Fourche - Porte de Clichy                                                             |
| 13 février 1912   | (7)       | Ouverture des stations Buttes Chaumont et Place des Fêtes                                                                 |
| 31 octobre 1912   | A         | Prolongement de Pigalle à Jules Joffrin                                                                                   |
| 1913              | (5)       | Rue de Sèvres est renommée Sèvres - Lecourbe et La Motte-Picquet devient La Motte-Picquet - Grenelle                      |
| 13 juillet 1913   | (8)       | Ouverture de la première section entre Opéra et Beaugrenelle, à l'exception des stations Invalides et Concorde            |
| 30 septembre 1913 | (8)       | Prolongement de Beaugrenelle à Porte d'Auteuil                                                                            |
| 15 novembre 1913  | (4)       | Vaugirard est renommée Saint-Placide                                                                                      |
| 24 décembre 1913  | (8)       | Ouverture de la station Invalides                                                                                         |
| 12 mars 1914      | (8)       | Ouverture de la station Concorde                                                                                          |
| 1er août 1914     | (2) · (7) | Rue d'Allemagne est renommée Jaurès                                                                                       |
| 2 août 1914       | B         | Fermeture de la station Berlin                                                                                            |
| 1er décembre 1914 | B         | Berlin est rouverte sous le nouveau nom de Liège                                                                          |
| 1er juin 1916     | (5)       | Pont d'Austerlitz est renommée Quai de la Rapée                                                                           |
| 1er juillet 1916  | (7)       | Prolongement d'Opéra à Palais Royal                                                                                       |
| 23 août 1916      | A         | Prolongement de Jules Joffrin à Porte de la Chapelle                                                                      |

## Années 1920
| Date              | Ligne     | Évènement                                                                                     |
| ----------------- | --------- | --------------------------------------------------------------------------------------------- |
| 27 mai 1920       | (1)       | Alma est renommée George V                                                                    |
| 15 mai 1921       | (8)       | Wilhem est renommée Église d'Auteuil                                                          |
| 27 novembre 1921  | (3)       | Prolongement de Gambetta à Porte des Lilas                                                    |
| 8 novembre 1922   | (9)       | Ouverture de la première section Trocadéro - Exelmans                                         |
| 1923              | A         | Sèvres - Croix Rouge est renommée Sèvres - Babylone                                           |
| 27 mai 1923       | (9)       | Prolongement de Trocadéro à Saint-Augustin                                                    |
| 3 juin 1923       | (9)       | Prolongement de Saint-Augustin à Chaussée d'Antin                                             |
| 29 septembre 1923 | (9)       | Prolongement d'Exelmans à Porte de Saint-Cloud                                                |
| 30 décembre 1923  | (10)      | Ouverture de la première section Invalides - Croix-Rouge (à l'exception de la station Vaneau) |
| 6 janvier 1924    | (10)      | Ouverture de la station Vaneau                                                                |
| 10 mars 1925      | (10)      | Prolongement de Croix-Rouge à Mabillon                                                        |
| 1926              | (3) · (9) | Caumartin est renommée Havre - Caumartin                                                      |
| 14 février 1926   | (10)      | Prolongement de Mabillon à Odéon                                                              |
| 16 avril 1926     | (7)       | Prolongement de Palais Royal à Pont Marie                                                     |
| 1er novembre 1926 | (7)       | Pont Notre-Dame est renommée Pont Notre-Dame - Pont au Change                                 |
| 30 juin 1928      | (8)       | Prolongement d'Opéra à Richelieu - Drouot                                                     |
| 30 juin 1928      | (9)       | Prolongement de Chaussée d'Antin à Richelieu - Drouot                                         |

## Années 1930
| Date              | Ligne         | Évènement |
| ----------------- | ------------- | --- |
| 1er janvier 1930  |               | Absorption du Nord-Sud par la CMP |
| 1er janvier 1930  | A /           | La ligne A devient la ligne 12 |
| 1er janvier 1930  | B /           | La ligne B devient la ligne 13 |
| 15 février 1930   | (10)          | Prolongement de Odéon à Place d'Italie |
| 7 mars 1930       | (10)          | Prolongement de Place d'Italie à Porte de Choisy |
| 3 juin 1930       | (7)           | Prolongement de Pont Marie à Pont Sully |
| 15 octobre 1930   | (5)           | Gare d'Orléans est renommée Gare d'Orléans - Austerlitz |
| 1931              | (2)           | Déplacement de la station Victor Hugo une centaine de mètres à l'est de la précédente                                                                                  |
| 26 avril 1931     | (7)           | Prolongement de Pont Sully à Porte d'Ivry, par intégration des voies de la ligne 10 de Place Monge à Porte de Choisy                                                   |
| 26 avril 1931     | (10)          | Section nouvelle de Maubert - Mutualité à Jussieu en remplacement de celle transférée à la ligne 7                                                                     |
| 5 mai 1931        | (1)           | Reuilly est renommée Reuilly - Diderot |
| 5 mai 1931        | (4)           | Boulevard Saint-Denis est renommée Strasbourg - Saint-Denis |
| 5 mai 1931        | (8)           | Prolongement de Richelieu - Drouot à Porte de Charenton |
| 17 mai 1931       | /             | La section Étoile - Place d'Italie de la ligne 5 est transférée à la ligne 6                                                                                           |
| 20 mai 1931       | (1)           | Champs-Élysées est renommée Champs-Élysées - Clemenceau |
| 25 août 1931      | /             | Marcadet (ligne 4) et Poissonniers (ligne 12) sont mises en correspondance et renommées Marcadet - Poissonniers                                                        |
| 6 décembre 1931   | /             | Fusion (retour à la situation d'avant le 17 mai 1931) |
| 10 janvier 1932   | (8)           | Saint-Sébastien est renommée Saint-Sébastien - Froissart |
| 30 juin 1933      | (5)           | Avenue du Maine est renommée Bienvenüe |
| 10 décembre 1933  | (9)           | Prolongement de Richelieu - Drouot à Porte de Montreuil |
| 3 février 1934    | (9)           | Prolongement de Porte de Saint-Cloud à Pont de Sèvres |
| 24 mars 1934      | (1)           | Prolongement de Porte de Vincennes à Château de Vincennes |
| 24 mars 1934      | (12)          | Prolongement de Porte de Versailles à Mairie d'Issy |
| 15 avril 1934     | (7)           | Pont Notre-Dame - Pont au Change devient Châtelet, en correspondance avec les lignes 1 et 4                                                                            |
| 28 avril 1935     | (11)          | Ouverture de la première section Châtelet - Porte des Lilas |
| 28 avril 1936     | (1)           | Déplacement de la station Porte Maillot |
| 21 janvier 1937   | (ancienne 14) | Ouverture de la première section Bienvenüe - Porte de Vanves |
| 17 février 1937   | (11)          | Prolongement de Porte des Lilas à Mairie des Lilas |
| 1er mars 1937     | (6)           | Saint-Mandé est renommée Picpus |
| 1er mars 1937     | (8)           | Commerce est renommée Avenue Émile-Zola |
| 26 avril 1937     | (1)           | Tourelle est renommée Saint-Mandé Tourelle |
| 29 avril 1937     | (1)           | Prolongement de Porte Maillot à Pont de Neuilly |
| 27 juillet 1937   | /             | Ouverture de la nouvelle section La Motte-Picquet - Grenelle - Balard, qui remplace la section La Motte-Picquet - Grenelle - Porte d'Auteuil, reportée sur la ligne 10 |
| 27 juillet 1937   | /             | Report de la section Invalides - Bienvenüe de la ligne 10 sur la ligne 14                                                                                              |
| 29 juillet 1937   | (10)          | Jonction entre La Motte-Picquet - Grenelle et Duroc |
| 24 septembre 1937 | (3)           | Prolongement de Porte de Champerret à Pont de Levallois - Bécon |
| 24 septembre 1937 | (10)          | Ouverture de la station Ségur |
| 14 octobre 1937   | (9)           | Prolongement de Porte de Montreuil à Mairie de Montreuil |
| 12 juillet 1939   | (6)           | Charenton est renommée Dugommier |
| 12 juillet 1939   | (10)          | Prolongement de Jussieu à Gare d'Orléans - Austerlitz |
| 2 septembre 1939  | (5)           | Fermeture de la station Arsenal |
| 2 septembre 1939  | (8)           | Fermeture de la station Champ de Mars |
| 2 septembre 1939  | (8) · (9)     | Fermeture de la station Saint-Martin |
| 2 septembre 1939  | (10)          | Fermeture des stations Croix-Rouge et Cluny |

## Années 1940
| Date            | Ligne | Évènement |
| --------------- | ----- | --- |
| 5 octobre 1942  | (8)   | Prolongement de Porte de Charenton à Charenton - Écoles                                                                                        |
| 5 octobre 1942  | (5)   | Déplacement de la station Gare du Nord à l'est                                                                                                 |
| 6 octobre 1942  | /     | Marbeuf (ligne 1) et Rond-point des Champs-Elysées (ligne 9) sont mises en correspondance et renommées Marbeuf - Rond-point des Champs-Élysées |
| 6 octobre 1942  | /     | Aubervilliers (ligne 2) et Boulevard de la Villette (ligne 7) sont renommées Aubervilliers - Boulevard de la Villette                          |
| 6 octobre 1942  | /     | Montparnasse (lignes 4 et 12) et Bienvenüe (lignes 6 et ancienne 14) sont mises en correspondance et renommées Montparnasse - Bienvenüe        |
| 6 octobre 1942  | /     | La section Étoile - Place d'Italie de la ligne 5 est de nouveau affectée à la ligne 6                                                          |
| 12 octobre 1942 | (5)   | Prolongement de Gare du Nord à Église de Pantin, à l'exception de la station Ourcq                                                             |
| mai 1945        | (12)  | Trinité est renommée Trinité - d'Estienne d'Orves                                                                                              |
| 14 juillet 1945 | (10)  | Beaugrenelle est renommée Charles Michels |
| 19 août 1945    | (2)   | Combat est renommée Colonel Fabien |
| 15 octobre 1945 | (12)  | Petits Ménages est renommée Corentin Celton |
| 27 janvier 1946 | (13)  | Marcadet - Balagny est renommée Guy Môquet |
| 10 février 1946 | (2)   | Aubervilliers - La Villette est renommée Stalingrad                                                                                            |
| 10 février 1946 | (5)   | Lancry est renommée Jacques Bonsergent |
| 10 février 1946 | (7)   | Pont de Flandre est renommée Corentin Cariou, Aubervilliers - Boulevard de la Villette est renommée Stalingrad                                 |
| 1er mai 1946    | (3)   | Vallier est renommée Louise Michel |
| 1er mai 1946    | (7)   | Prolongement de Porte d'Ivry à Mairie d'Ivry                                                                                                   |
| 11 juin 1946    | (12)  | Torcy est renommée Marx Dormoy |
| 30 octobre 1946 | /     | Marbeuf - Rond-point des Champs-Élysées est renommée Franklin D. Roosevelt                                                                     |
| 21 mars 1947    | (5)   | Ouverture de la station Ourcq |
| 25 mai 1948     | (1)   | Obligado est renommée Argentine |
| 18 juin 1949    | (6)   | Grenelle est renommée Bir-Hakeim - Tour Eiffel                                                                                                 |

## Années 1950
| Date         | Ligne | Évènement                                              |
| ------------ | ----- | ------------------------------------------------------ |
| 30 juin 1952 | (13)  | Prolongement de Porte de Saint-Ouen à Carrefour Pleyel |
| 8 juin 1959  | (10)  | Javel est renommée Javel - André Citroën               |

## Années 1960
| Date            | Ligne | Évènement                                                                    |
| --------------- | ----- | ---------------------------------------------------------------------------- |
| 3 décembre 1967 | /     | La branche Louis Blanc - Pré-Saint-Gervais de la ligne 7 devient ligne 7 bis |
| 23 août 1969    | (3)   | Fermeture de la station Martin Nadaud                                        |

## Années 1970
| Date              | Ligne           | Évènement |
| ----------------- | --------------- | --- |
| 13 septembre 1970 | (2)             | Bagnolet est renommée Alexandre Dumas                                                                                         |
| 19 septembre 1970 | (8)             | Prolongement de Charenton - Écoles à Maisons-Alfort - Stade                                                                   |
| 13 novembre 1970  | (1) · (2) · (6) | Étoile est renommée Charles de Gaulle - Étoile                                                                                |
| 27 mars 1971      | /               | La section Gambetta - Porte des Lilas de la ligne 3 devient 3 bis ; prolongement de la ligne 3 de Gambetta à Gallieni         |
| 27 avril 1972     | (8)             | Prolongement de Maisons-Alfort - Stade à Maisons-Alfort - Les Juilliottes                                                     |
| 27 avril 1973     | (13)            | Prolongement de Saint-Lazare à Miromesnil                                                                                     |
| 24 septembre 1973 | (8)             | Prolongement de Maisons-Alfort - Les Juilliottes à Créteil - L'Échat                                                          |
| 10 septembre 1974 | (8)             | Prolongement de Créteil - L'Échat à Créteil - Préfecture                                                                      |
| 18 février 1975   | (13)            | Prolongement de Miromesnil à Champs-Élysées - Clemenceau                                                                      |
| 20 juin 1976      | (13)            | Prolongement de Carrefour Pleyel à Saint-Denis - Basilique                                                                    |
| 9 novembre 1976   | /               | Fusion par jonction entre Champs-Élysées - Clemenceau et Invalides et prolongement de Porte de Vanves à Châtillon - Montrouge |
| 3 octobre 1977    | (4)             | Ouverture de la nouvelle station Les Halles                                                                                   |
| 4 octobre 1979    | (7)             | Prolongement de Porte de la Villette à Fort d'Aubervilliers                                                                   |

## Années 1980
| Date             | Ligne     | Évènement                                                                                |
| ---------------- | --------- | ---------------------------------------------------------------------------------------- |
| 3 mai 1980       | (13)      | Prolongement de Porte de Clichy à Gabriel Péri - Asnières - Gennevilliers                |
| 3 octobre 1980   | (10)      | Prolongement de Porte d'Auteuil à Boulogne - Jean Jaurès                                 |
| 2 octobre 1981   | (10)      | Prolongement de Boulogne - Jean Jaurès à Boulogne - Pont de Saint-Cloud                  |
| 10 décembre 1982 | (7)       | Ouverture de la branche entre Maison Blanche et Le Kremlin-Bicêtre                       |
| 28 février 1985  | (7)       | Prolongement du Le Kremlin-Bicêtre à Villejuif - Louis Aragon                            |
| 25 avril 1985    | /         | Gare d'Orléans - Austerlitz est renommée en Gare d'Austerlitz                            |
| 24 mai 1985      | (5)       | Prolongement d'Église de Pantin à Bobigny - Pablo Picasso                                |
| 6 mai 1987       | (7)       | Prolongement de Fort d'Aubervilliers à La Courneuve - 8 Mai 1945                         |
| 15 décembre 1988 | (10)      | Réouverture de la station Cluny sous le nom Cluny - La Sorbonne                          |
| 1989             | (1) · (7) | Palais Royal est renommée en Palais-Royal - Musée du Louvre et Louvre en Louvre - Rivoli |
| 30 juin 1989     | (12)      | Chambre des Députés est renommée en Assemblée nationale                                  |

## Années 1990
| Date            | Ligne     | Évènement                                                                           |
| --------------- | --------- | ----------------------------------------------------------------------------------- |
| 1er avril 1992  | (1)       | Prolongement de Pont de Neuilly à La Défense                                        |
| 1996            | (8)       | Maisons-Alfort - École Vétérinaire est renommée École Vétérinaire de Maisons-Alfort |
| 1997            | (1)       | Grande Arche de la Défense est renommée La Défense                                  |
| 1998            | (8) · (9) | Rue Montmartre est renommée Grands Boulevards                                       |
| 1998            | (9)       | Boulets - Montreuil est renommée Rue des Boulets                                    |
| 1998            | (3)       | Saint-Maur est renommée Rue Saint-Maur                                              |
| 1998            | (13)      | Saint-Denis - Basilique est renommée Basilique de Saint-Denis                       |
| 25 mai 1998     | (13)      | Prolongement de Saint-Denis - Basilique à Saint-Denis - Université                  |
| 15 octobre 1998 | (14)      | Ouverture entre Madeleine et Bibliothèque François-Mitterrand                       |

## Années 2000
| Date             | Ligne | Évènement |
| ---------------- | ----- | --- |
| 16 décembre 2003 | (14)  | Prolongement de Madeleine à Saint-Lazare |
| 31 janvier 2007  | (7)   | Pierre Curie est renommée Pierre et Marie Curie |
| 26 juin 2007     | (14)  | Prolongement de Bibliothèque François-Mitterrand à Olympiades |
| 14 juin 2008     | (13)  | Prolongement de Gabriel Péri – Asnières – Gennevilliers à Asnières – Gennevilliers – Les Courtilles ; à cette occasion, la station Gabriel Péri – Asnières – Gennevilliers est renommée Gabriel Péri. |

## Années 2010
| Date             | Ligne | Évènement                                               |
| ---------------- | ----- | ------------------------------------------------------- |
| 8 octobre 2011   | (8)   | Prolongement de Créteil - Préfecture à Pointe du Lac.   |
| 18 décembre 2012 | (12)  | Prolongement de Porte de la Chapelle à Front populaire. |
| 16 février 2013  | (1)   | La ligne devient intégralement automatique.             |
| 23 mars 2013     | (4)   | Prolongement de Porte d'Orléans à Mairie de Montrouge.  |

## Années 2020
| Date             | Ligne | Évènement |
| ---------------- | ----- | --- |
| 14 décembre 2020 | (14)  | Prolongement de Saint-Lazare à Mairie de Saint-Ouen, sans desserte de la station Porte de Clichy encore en travaux.                                                    |
| 28 janvier 2021  | (14)  | Ouverture de la station Porte de Clichy. |
| 13 janvier 2022  | (4)   | Prolongement de Mairie de Montrouge à Bagneux - Lucie Aubrac. |
| 31 mai 2022      | (12)  | Prolongement de Front populaire à Mairie d'Aubervilliers. |
| 15 décembre 2023 | (4)   | La ligne devient intégralement automatique. |
| 13 juin 2024     | (11)  | Prolongement de Mairie des Lilas à Rosny-Bois-Perrier. |
| 24 juin 2024     | (14)  | Prolongement d'Olympiades à Aéroport d'Orly et de Mairie de Saint-Ouen à Saint-Denis Pleyel, sans desserte de la station Villejuif - Gustave Roussy encore en travaux. |
| 18 janvier 2025  | (14)  | Ouverture de la station Villejuif - Gustave Roussy. |